# The Paradine Case
The Paradine Case (bra: Agonia de Amor; prt: O Caso Paradine) é um filme norte-americano de 1947, dos gêneros drama e suspense, dirigido por Alfred Hitchcock  e estrelado por Gregory Peck e Ann Todd.

## Notas sobre a produção

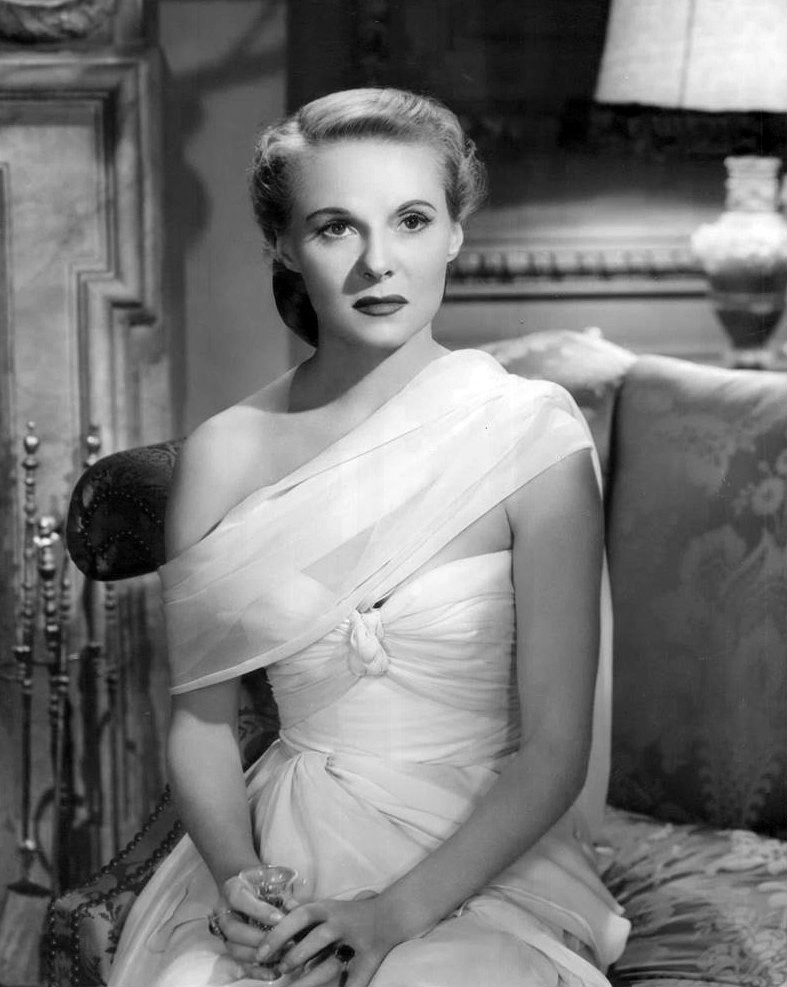
Ann Todd como a esposa de Gregory Peck, papel que Hitchcock queria para Greta Garbo.